# Espinho (freguesia)
Espinho is een plaats (freguesia) in de Portugese gemeente Espinho en telt 10.225 inwoners (2001).